# Godard trifft Truffaut
Godard trifft Truffaut (Originaltitel: Deux de la Vague) ist ein Dokumentarfilm aus dem Jahre 2010. Deutscher Kinostart war der 28. April 2011.
Der Dokumentarfilm beschreibt die einstige Freundschaft zwischen den beiden Begründern der Nouvelle Vague, François Truffaut und Jean-Luc Godard. Der Film beginnt mit ihren Anfängen bei den Cahiers du cinéma und ihren sensationellen Filmdebüts mit Sie küssten und sie schlugen ihn und Außer Atem. Zwischen seinen Ziehvätern steht bald der Schauspieler Jean-Pierre Léaud, der als Antoine Doinel das führende Gesicht der Neuen Welle wurde und in Truffauts romantisch-poetischen Filmen (Geraubte Küsse etc.) wie auch in Godards radikalen Werken (Die Chinesin etc.) spielt. Für Godard wird Léaud schließlich zum Spielball gegen Truffaut.
Der Regisseur Emmanuel Laurent schneidet Archivmaterial aneinander und schildert so eine der wichtigsten Strömungen der Filmgeschichte.